# Museo de Marín
Das Museo de Marín war ein Puppenmuseum in der andalusischen Stadt Chiclana de la Frontera  in der Provinz Cádiz.
Das Marin Museum befand sich neben der von José Marín Verdugo 1928 gegründeten Fabrik der Marin Puppen. 
Das 1997 eröffnete Museum zeigte die handwerklichen Methoden und Entwicklungen der Marin Modell bis heute. Es war die umfangreichste Ausstellung und Sammlung von Marin-Puppen in ganz Spanien, die alle von Hand in der typischen andalusischen Tracht gefertigt wurden.
Seit dem Tod José Maríns 1984 wurde die Fabrikation von seinem Sohn Ernesto Marín geleitet. Das Unternehmen vertrieb seine Produkte weltweit unter dem Motto des Firmengründers: “MARIN-CHICLANA, MUÑECAS ESPAÑOLAS PARA EL MUNDO”.
Fabrik und Museum in Chiclana de la Frontera wurden 2014 geschlossen.
Die Regierung Spaniens zeichnete 1976 José Marín Verdugo für sein Lebenswerk mit der Verdienstmedaille Medalla al Mérito del Trabajo aus.